# Aeson (Thessalie)
Aeson  ou Aison, en grec ancien : Αἰσών également Aesonis  ou Aisonis (Αἰσώνίς), est une cité de la Magnésie antique, en Thessalie. 
Son nom dérive d'Éson, le père de Jason, dans la mythologie grecque,.